# TKOL RMX 1234567
TKOL RMX 1234567 é o único álbum de remixes da banda de rock inglesa Radiohead. Foi lançado em 16 de setembro de 2011 no Japão e em 10 de outubro de 2011 internacionalmente pela XL Recordings. Contém músicas do The King of Limbs porém com versões remixadas feitas por outros artistas.
O álbum compila uma série de singles remixados de King of Limbs por artistas eletrônicos, incluindo Jamie xx, Nathan Fake, Four Tet, Caribou, Modeselektor e SBTRKT. Os singles também foram lançados para download no site da banda. O Radiohead disse que queria permitir que a música "sofresse mutação", dando-a outros artistas para remixar. TKOL RMX recebeu críticas principalmente positivas.

## Singles
Em 6 de junho de 2011, a banda anunciou uma série de remixes de seu oitavo álbum, The King of Limbs, por vários artistas. O cantor, Thom Yorke, disse que o Radiohead queria experimentar a música, dando-a outros artistas para remixar, e gostou da ideia de que ela não era "fixa e imutável". Ele elogiou a cultura do remix e disse: "Eu não queria apenas faixas de sucesso e toda essa merda, eu só queria ver como as músicas poderiam realmente se ramificar e sofrer mutações." O baterista, Philip Selway, disse ao BBC 6 Music que sentiu que The King of Limbs era o álbum do Radiohead que melhor se prestava à remixagem.
Os primeiros sete remixes foram lançados como singles de vinil de 12 polegadas pela XL Recordings no selo Ticker Tape Ltd do Radiohead, e são compilados no TKOL RMX 1234567. O oitavo single, TKOL RMX8, foi concluído tarde demais para ser incluído no álbum e foi lançado como download. Um remix de "Bloom" de Jamie xx, lançado anteriormente no single TKOL RMX8, foi lançado como single de vinil em 23 de janeiro de 2012.
| Single    | Faixas remixadas          | Remix                       | Posições de pico no gráfico | Posições de pico no gráfico | Posições de pico no gráfico | Data de lançamento     |
| Single    | Faixas remixadas          | Remix                       | UK Sales                    | US Dance                    | US Sales                    | Data de lançamento     |
| --------- | ------------------------- | --------------------------- | --------------------------- | --------------------------- | --------------------------- | ---------------------- |
| TKOL RMX1 | "Little by Little"        | Caribou RMX                 | 3                           | 2                           | 8                           | 4 de Julho de 2011     |
| TKOL RMX1 | "Lotus Flower"            | Jacques Greene RMX          | 3                           | 2                           | 8                           | 4 de Julho de 2011     |
| TKOL RMX2 | "Morning Mr Magpie"       | Nathan Fake RMX             | 4                           | 3                           | 15                          | 15 de Julho de 2011    |
| TKOL RMX2 | "Bloom"                   | Harmonic 313 RMX            | 4                           | 3                           | 15                          | 15 de Julho de 2011    |
| TKOL RMX2 | "Bloom"                   | Mark Pritchard RMX          | 4                           | 3                           | 15                          | 15 de Julho de 2011    |
| TKOL RMX3 | "Feral"                   | Lone RMX                    | 6                           | 6                           | 23                          | 29 de Julho de 2011    |
| TKOL RMX3 | "Morning Mr Magpie"       | Pearson Sound Scavenger RMX | 6                           | 6                           | 23                          | 29 de Julho de 2011    |
| TKOL RMX3 | "Separator"               | Four Tet RMX                | 6                           | 6                           | 23                          | 29 de Julho de 2011    |
| TKOL RMX4 | "Give Up the Ghost"       | Thriller Houseghost RMX     | 7                           | 4                           | 14                          | 15 de Agosto de 2011   |
| TKOL RMX4 | "Codex"                   | Illum Sphere RMX            | 7                           | 4                           | 14                          | 15 de Agosto de 2011   |
| TKOL RMX4 | "Little by Little"        | Shed RMX                    | 7                           | 4                           | 14                          | 15 de Agosto de 2011   |
| TKOL RMX5 | "Give Up the Ghost"       | Brokenchord RMX             | 9                           | —                           | —                           | 26 de Agosto de 2011   |
| TKOL RMX5 | "TKOL"                    | Altrice RMX                 | 9                           | —                           | —                           | 26 de Agosto de 2011   |
| TKOL RMX5 | "Bloom"                   | Blawan RMX                  | 9                           | —                           | —                           | 26 de Agosto de 2011   |
| TKOL RMX6 | "Good Evening Mrs Magpie" | Modeselektor RMX            | 7                           | 5                           | 15                          | 12 de Setembro de 2011 |
| TKOL RMX6 | "Bloom"                   | Objekt RMX                  | 7                           | 5                           | 15                          | 12 de Setembro de 2011 |
| TKOL RMX7 | "Bloom"                   | Jamie xx Rework             | 6                           | 7                           | 16                          | 10 de Outubro de 2011  |
| TKOL RMX7 | "Separator"               | Anstam RMX                  | 6                           | 7                           | 16                          | 10 de Outubro de 2011  |
| TKOL RMX7 | "Lotus Flower"            | SBTRKT RMX                  | 6                           | 7                           | 16                          | 10 de Outubro de 2011  |
| TKOL RMX8 | "Bloom"                   | Jamie xx Rework Part 3      | 67                          | —                           | —                           | 21 de Novembro de 2011 |
| TKOL RMX8 | "Separator"               | Anstam RMX II               | 67                          | —                           | —                           | 21 de Novembro de 2011 |
| TKOL RMX8 | "Morning Mr Magpie"       | Nathan Fake Harshdub RMX    | 67                          | —                           | —                           | 21 de Novembro de 2011 |

TKOL RMX foi lançado para download no site do Radiohead[carece de fontes?] nos formatos MP3 e WAV. A versão de varejo foi lançada o mesmo dia no Japão e em 10 de outubro em outros países. O Radiohead comemorou o lançamento com um evento ao vivo no Corsica Studios, em Londres, em 11 de outubro, com DJs como Yorke e os artistas de remix Jamie xx, Caribou, Lone e Illum Sphere. O evento foi transmitido pela Boiler Room. O TKOL RMX alcançou na quinta posição nas paradas de álbuns eletrônicos/dance da Billboard dos EUA.

## Recepção crítica
| Críticas profissionais | Críticas profissionais |
| Pontuações agregadas   | Pontuações agregadas   |
| Fonte                  | Avaliação              |
| ---------------------- | ---------------------- |
| AnyDecentMusic?        | 6.5/10                 |
| Metacritic             | 67/100                 |
| Avaliações da crítica  |                        |
| Fonte                  | Avaliação              |
| AllMusic               | [ 20 ]                 |
| The A.V. Club          | B+                     |
| The Guardian           | [ 22 ]                 |
| Pitchfork              | 6.0/10                 |
| Slant Magazine         | [ 24 ]                 |

TKOL RMX tem uma pontuação agregada de 67 no Metacritic, indicando "críticas geralmente favoráveis". A AllMusic disse que foi "fascinante ouvir como esta safra atual de produtores... distorce, dobra, ajusta e se apropria do material de origem". O AV Club sentiu que "o melhor desses remixes excita e inova de maneiras que seus equivalentes [King of Limbs] não conseguiam". No entanto, o The Guardian escreveu que o álbum "parece menos um álbum do que um despejo de informações" e "questionou a utilidade de contratar Four Tet e Caribou para retrabalhar músicas que já soam um pouco como Four Tet e Caribou". A Pitchfork considerou-a "audível, mas, em última análise, sem sangue".

## Lista de faixas
| Disco 1        |                                                       |         |  |
| N.º            | Título                                                | Duração |  |
| 1.             | "Little by Little" (Caribou remix)                    | 5:40    |  |
| 2.             | "Lotus Flower" (Jacques Greene remix)                 | 7:10    |  |
| 3.             | "Morning Mr Magpie" (Nathan Fake remix)               | 4:52    |  |
| 4.             | "Bloom" (Harmonic 313 remix)                          | 5:04    |  |
| 5.             | "Bloom" (Mark Pritchard remix)                        | 6:07    |  |
| 6.             | "Feral" (Lone remix)                                  | 5:17    |  |
| 7.             | "Morning Mr Magpie" (Pearson Sound "Scavenger" remix) | 4:38    |  |
| 8.             | "Separator" (Four Tet remix)                          | 7:03    |  |
| Duração total: | Duração total:                                        | 45:51   |  |

| Disco 2        |                                                   |                              |  |
| N.º            | Título                                            | Duração                      |  |
| 1.             | "Give Up the Ghost" (Thriller "Houseghost" remix) | 6:13                         |  |
| 2.             | "Codex" (Illum Sphere remix)                      | 4:34                         |  |
| 3.             | "Little by Little" (Shed remix)                   | 4:49                         |  |
| 4.             | "Give Up the Ghost" (Brokenchord remix)           | 5:05                         |  |
| 5.             | "TKOL" (Altrice remix)                            | 6:02                         |  |
| 6.             | "Bloom" (Blawan remix)                            | 7:29                         |  |
| 7.             | "Good Evening Mrs Magpie" (Modeselektor remix)    | 7:44                         |  |
| 8.             | "Bloom" (Objekt remix)                            | 5:21                         |  |
| 9.             | "Bloom" (Jamie xx rework)                         | 2:28                         |  |
| 10.            | "Separator" (Anstam remix)                        | 4:50                         |  |
| 11.            | "Lotus Flower" (SBTRKT remix)                     | 5:22                         |  |
| Duração total: | Duração total:                                    | Disco 2: 60:00 Total: 105:51 |  |

## Produção
Créditos adaptados das notas do encarte.
Remix e produção adicional
- Anstam (disco 2: faixa 10)
- Dan Snaith (disco 1: faixa 1)
- Nathan Fake (disco 1: faixa 3)
- Four Tet (disco 1: faixa 8)
- Jacques Greene (disco 1: faixa 2)
- Ryan Hunn (disco 2: faixa 2)
- Ernestas Kausylas (disco 2: faixa 4)
- David Kennedy (disco 1: faixa 7)
- Lone (disco 2: faixa 6)
- Modeselektor ("on a yoga mat"; disco 2: faixa 7)
- René Pawlowitz (disco 2: faixa 11)
- Mark Pritchard (disco 1: faixas 4 e 5)
- Jamie Roberts (disco 2: faixa 6)
- Mike Sadatmousavi (disco 2: faixa 5)
- SBTRKT (disco 2: faixa 11)
- Jamie Smith (disco 2: faixa 9)
- Darren J. Cunningham (disco 2: faixa 1)

Trabalho de Artwork
- Wildwood
- Twain